# Sidory (obwód wołgogradzki)
Sidory (ros. Сидоры) – wieś w Rosji, w obwodzie wołgogradzkim, w okręgu miejskim Michajłowki. W 2010 liczyła 2515 mieszkańców.